# Erotetyka
Erotetyka, logika pytań i odpowiedzi, logika interrogatywna – dział logiki zajmujący się pytaniami (interrogatywami) i odpowiedziami.

## Zagadnienia
Podstawowe zagadnienia erotetyki obejmują :
- strukturą wypowiedzi pytajnych,
- założenia pytań,
- rodzaje pytań i odpowiedzi,
- relacje między pytaniem i odpowiedzią,
- performatywy związane z pytaniami,
- możliwość stworzenia logiki erotetycznej jako systemu dedukcyjnego,
- czy interrogatywy można sprowadzić do innego rodzaju wypowiedzi, czy też są one kategorią nieredukowalną?

## Historia
Badania nad formalną strukturą pytań i relacją pytanie-odpowiedź rozpoczął Arystoteles. W XIX w. tematyka została podjęta przez Richarda Whately’ego i Bernarda Bolzano. O erotetyce, jako dziale logiki, można mówić jednak dopiero od pojawienia się logiki formalnej, na przełomie XIX i XX w. Pierwsze prace na ten temat napisali: Kazimierz Ajdukiewicz, Felix S. Cohen, Rudolf Carnap, Eugeniu Sperantia i Hans Reichenbach . Nazwę „erotetyka” (logika erotetyczna) zaproponowali w latach 50. XX w. Arthur i Mary Prior .
Istotne prace z zakresu logiki erotetycznej napisali również Nuel Belnap, Jaakko Hintikka, i Andrzej Wiśniewski.